# Kriegerdenkmal Bersenbrück

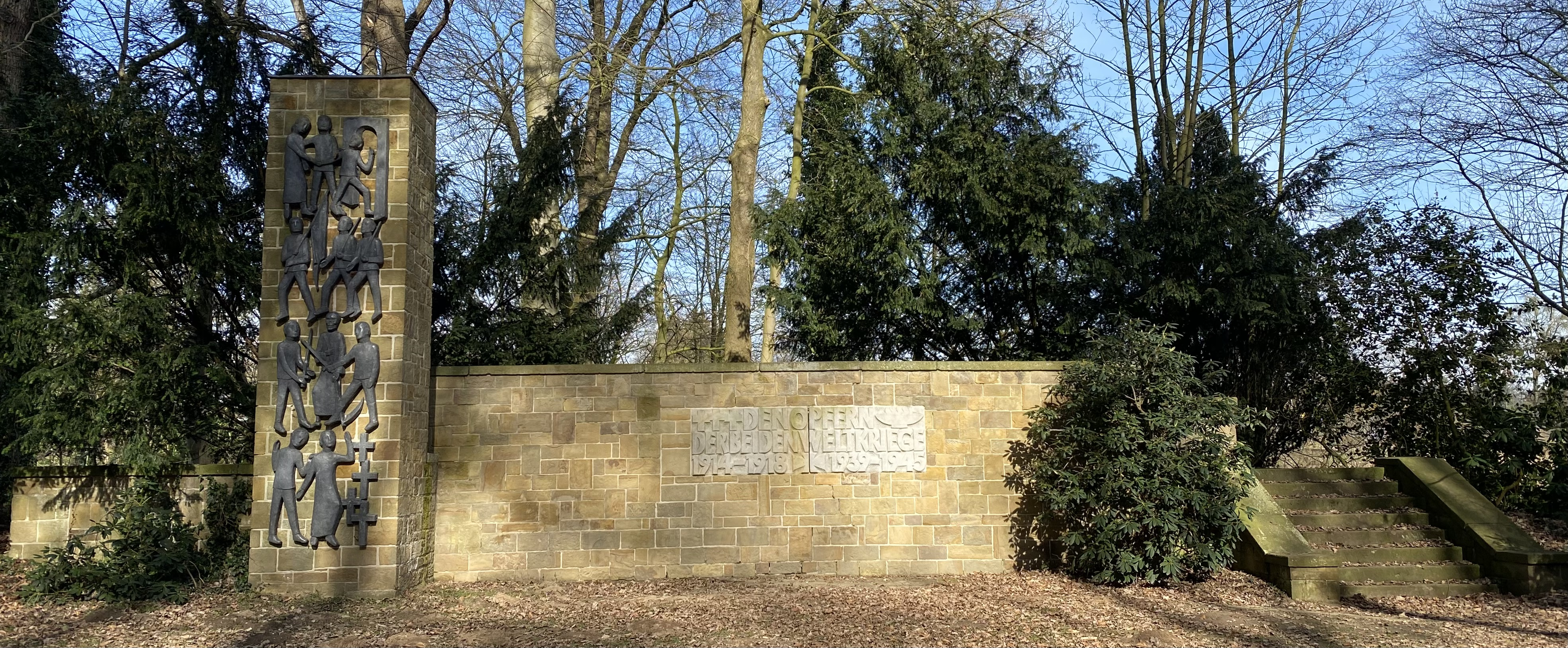
Kriegerdenkmal Bersenbrück

Das Bersenbrücker Kriegerdenkmal ist eine Gedenkstätte im Stadtwald Hemke in Bersenbrück in Niedersachsen. Das Kriegerdenkmal erinnert an die Opfer der beiden Weltkriege und wurde Mitte der 1930er Jahre errichtet. Es ist das größte Denkmal in Bersenbrück und  ist rund 16 Meter lang, 5,23 Meter hoch und 6 Meter breit. Es besteht aus Sandstein.

## Entstehungsgeschichte

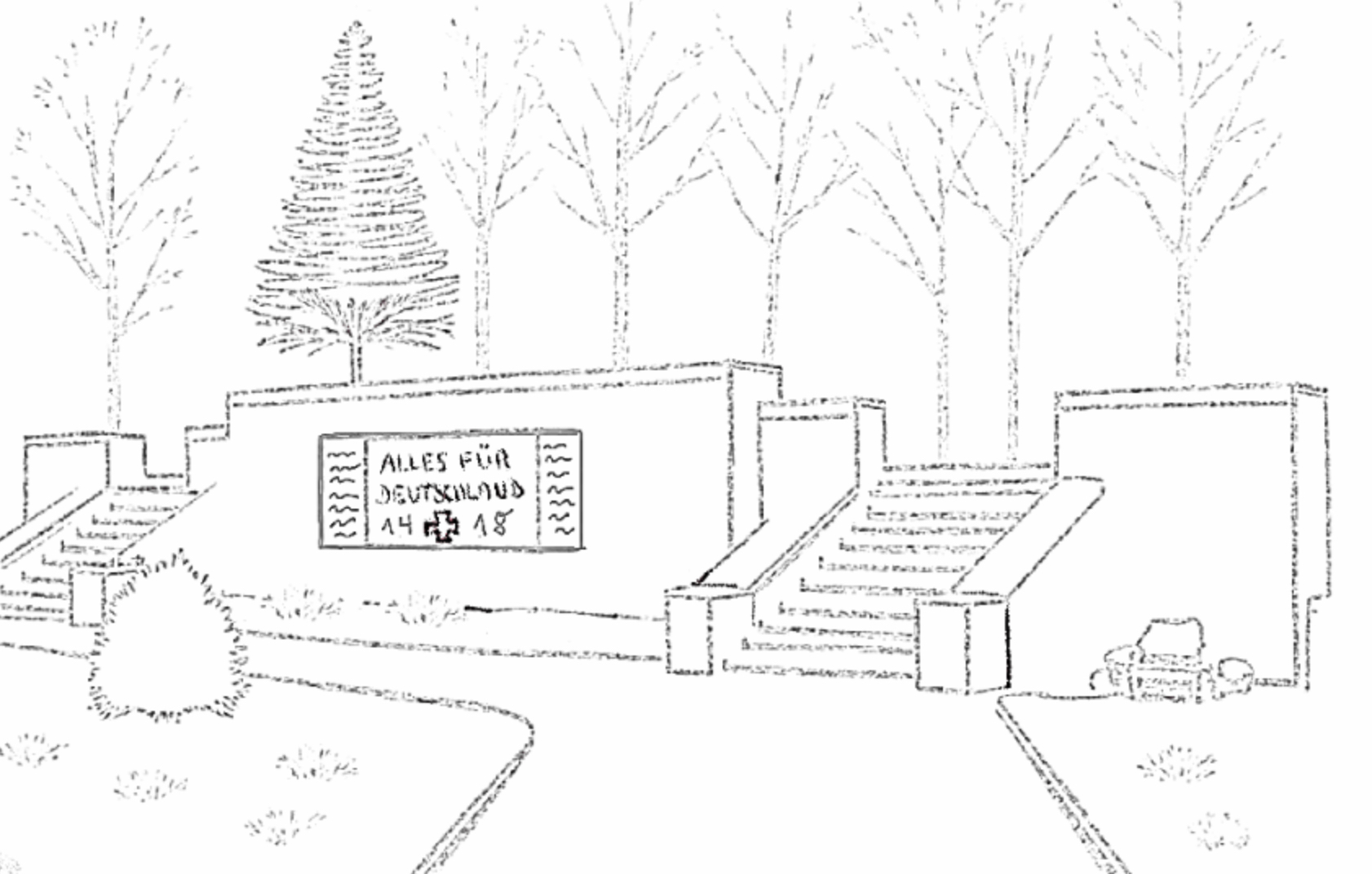
Skizze, wie das Denkmal vor der Umgestaltung von 1962 aussah

Bereits im Jahr 1902 plante Bersenbrück die Errichtung eines Kriegerdenkmals in Bersenbrück. Ein geeigneter Standort sollte an der Hecke des Pfarrgartens liegen, jedoch wurde das Vorhaben nicht weiterverfolgt, da der Kirchenvorstand sich gegen eine Verlegung der Hecke aussprach.
Im Jahr 1932 erwog der Kriegerverein den Bau einer Kriegergedächtniskapelle als Anbau an den Nordflügel der Klosterpforte. Dazu hätte ein anliegender Holzstall entfernt werden müssen. Aufgrund finanzieller Engpässe wurde dieses Projekt jedoch nicht realisiert.
Ein Vertrag zwischen dem Preußischen Staat (Landesforstverwaltung) und der Gemeinde Bersenbrück vom 1. Oktober 1934 ermöglichte schließlich die Errichtung eines Kriegerehrenmals. Dabei wurde eine 762 Quadratmeter große Fläche im heutigen Stadtwald Hemke für das Kriegerdenkmal sowie gärtnerische Anlagen und Ruhebänke verpachtet. Mitte der 1930er Jahre entstand dort das Kriegerehrenmal, an dem Tafeln mit den Namen der Gefallenen des Ersten Weltkriegs angebracht wurden. Der Entwurf des originalen Denkmals stammt vom Architekten Ilisch aus Quakenbrück.

## Neugestaltung 1962

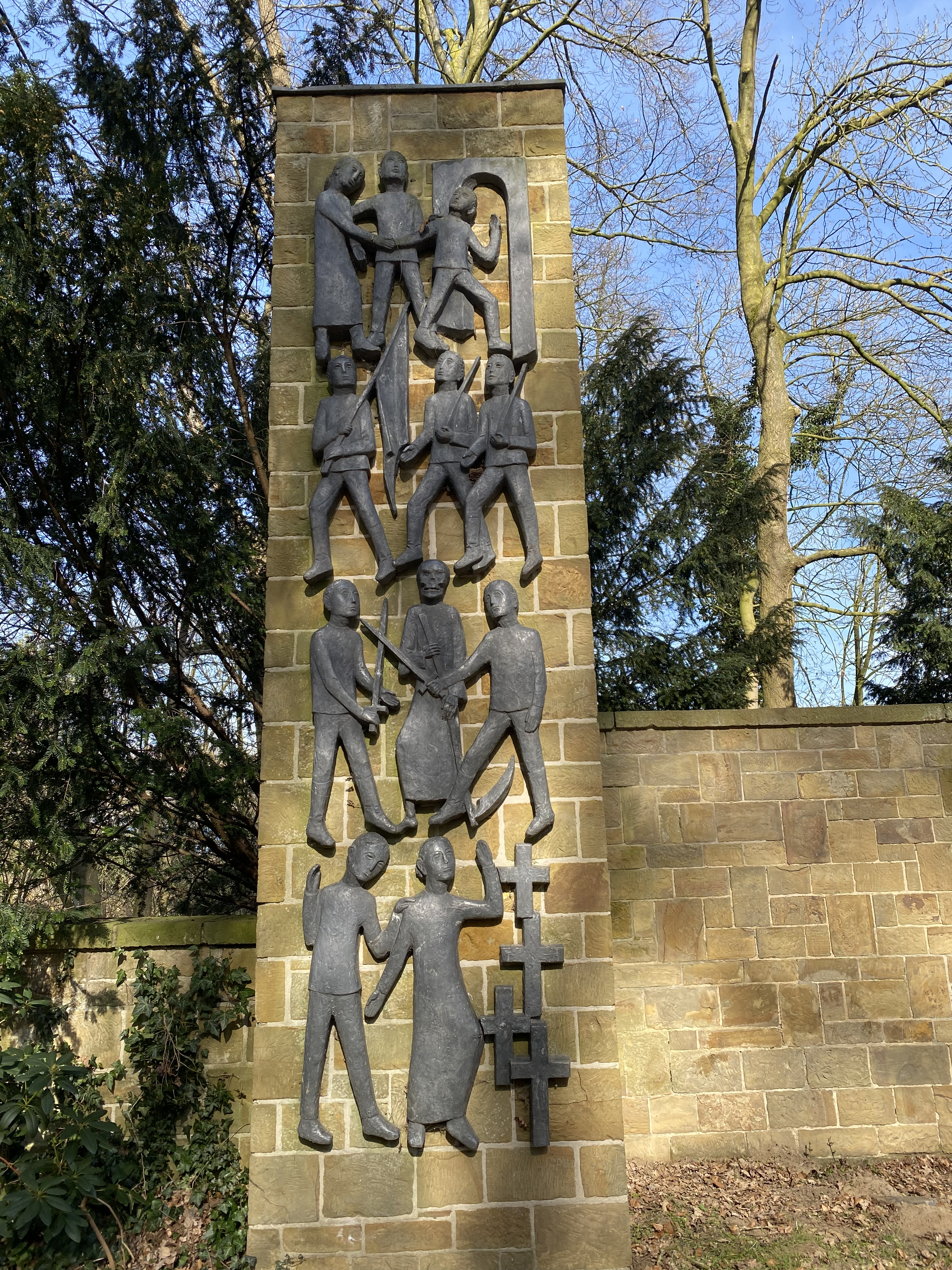
Stele mit Bildergeschichte

Im Jahr 1962 erfolgte eine umfassende Neugestaltung des Kriegerehrenmals durch den Künstler Aloys Broxtermann. Dabei wurde ein Aufgang entfernt und durch eine Stele mit einer Bildergeschichte ersetzt. Die Geschichte liest sich von oben nach unten und zeigt offensichtlich die Geschichte einer Familie, die ihren Sohn in den Krieg verabschiedet. Dort verstirbt er, und am Ende stehen die Eltern vor den Gräbern der Gefallenen.
Weiter wurde die vordere Inschrift von „Alles für Deutschland“ in „Den Opfern der beiden Weltkriege 1914 - 1918 1939 - 1945“ abgeändert.
Bei der Neugestaltung wurden auch die Namenstafeln der Gefallenen des Ersten Weltkrieges (rechts und links der Hauptinschrift) entfernt. Die Namen der Gefallenen sind nun in der St.-Vincentius-Kirche dokumentiert. Dort befindet sich ein Pergamentband mit den Namen der Gefallenen und Vermissten, geordnet nach ihrem Todesdatum oder dem Datum der Vermisstenanzeige. Die Seiten des aktuellen Monats werden im Jahresverlauf zur Erinnerung aufgeschlagen.

## Vandalismus 2020
Im Jahr 2020 wurde das Kriegerdenkmal mit Symbolen, Buchstaben und anderen Schmierereien besprüht. Die Stadtverwaltung verurteilte die Tat als Respektlosigkeit gegenüber dem Gedenken an die Kriegstoten und setzte eine Belohnung für Hinweise zur Ergreifung der Täter aus. Die Reinigung des Denkmals verursachte erhebliche Kosten für die Stadt.